# Liriomyza fasciventris
Liriomyza fasciventris är en tvåvingeart som först beskrevs av Becker 1907.  Liriomyza fasciventris ingår i släktet Liriomyza och familjen minerarflugor. Inga underarter finns listade i Catalogue of Life.